# Watstiefel

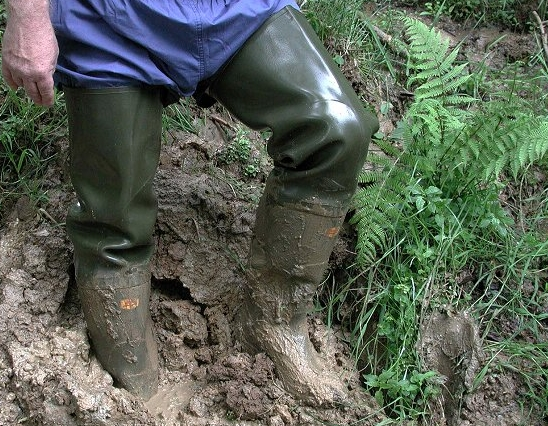
Olivgüne Watstiefel

Watstiefel werden meist aus Gummi, PVC oder Neopren-Material hergestellt und finden Anwendung bei Anglern (Fliegenfischen), Berufsfischern, Teicharbeiten u. ä. Dabei gibt es sie, je nach Einsatzort, entweder mit Profil- oder Filzsohle. Watstiefel werden wie Gummistiefel, also über der anderen Beinbekleidung – etwa Hosenbeinen – getragen und reichen bis an die Oberschenkel. Dadurch kann man bis auf Oberschenkelhöhe in das Wasser gehen, ohne nasse Füße zu bekommen. Erstmals wurden Watstiefel von der amerikanischen Firma Hodgman, gegründet 1838, während des Goldrausches in Kalifornien (1848 bis 1854) für die Arbeit der Goldgräber hergestellt. Daraus entwickelten sich später die Watstiefel für den Freizeitbereich.
Den Watstiefeln ähnlich, aber bis zur Brust reichend, ist die Wathose.